# Tajemnica Jeziora Czarnego
Tajemnica Jeziora Czarnego – powieść młodzieżowa Czesława Czerniawskiego z 1988, wydana po raz pierwszy przez Wydawnictwo Pomorze w Bydgoszczy z okładką projektu Tomasza Bogusławskiego.
Powieść opisuje wakacyjne losy kilkunastoletniego Maćka z Gdańska, który zamiast pozostania w mieście podczas wakacji i przygód z rówieśnikami, został zabrany przez ojca do osady leśnej w bliżej nieokreślonym miejscu Polski. Ojciec, były żołnierz Ludowego Wojska Polskiego, walczący z Niemcami w czasie II wojny światowej, a obecnie reporter, zachęca syna do bliskiego kontaktu z przyrodą, samemu skupiając się na pisaniu książki o Afryce, z której niedawno wrócił. Podczas leśnych spacerów Maciek poznaje uroki lasu, uczy się rozpoznawać ptaki i stopniowo akceptuje styl życia blisko przyrody, który początkowo wydawał mu się nudny i nieatrakcyjny. Poznaje też rówieśnika – Janusza, mieszkańca pobliskiej wioski. Razem interesują się wrakiem niewielkiej motorówki zatopionej w czasie wojny w niedalekim jeziorze, a wcześniej należącej do niemieckiego grafa, mającego pałacyk myśliwski nad akwenem (pozostały po nim fundamenty). Jednocześnie, w ramach harcerskiego alertu, poszukują lokalnego bohatera, o którym można by napisać artykuł. Zapoznają się z mieszkańcami okolicy, np. starym kłusownikiem Antonim Łapajem, czy kioskarką GS-u, której mąż, pochodzący ze Słupcy, w czasie wojny pomagał polskim żołnierzom w forsowaniu rzeki niedaleko wioski.